# 阿爾沃山

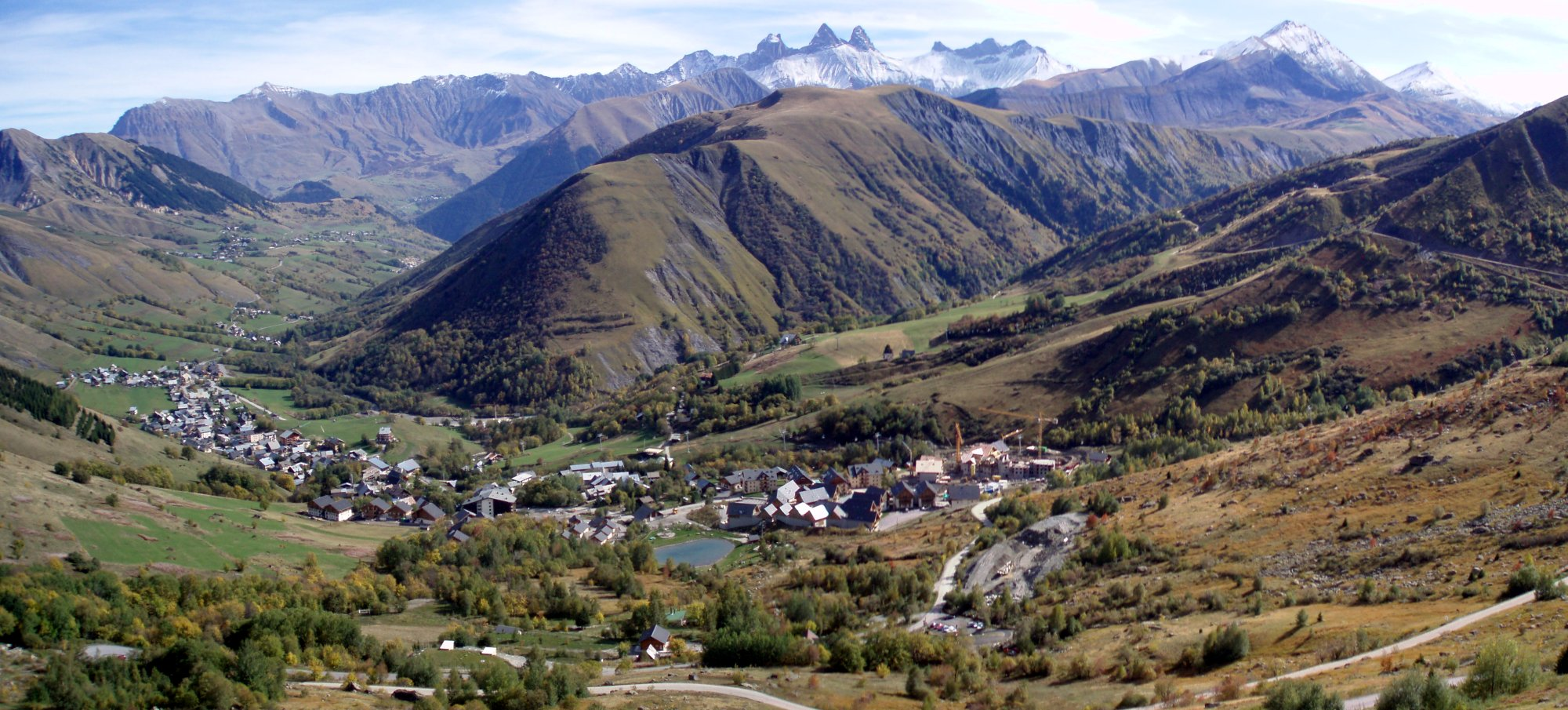

阿爾沃山（法語：Massif des Arves），是法國的山峰，位於該國東南部，由羅納-阿爾卑斯負責管轄，屬於阿爾卑斯山脈的一部分，海拔高度3,514米，山體由變質岩和沉積岩組成。